# 指宿白水館
指宿白水館（いぶすきはくすいかん）は、鹿児島県指宿市東方にあるホテルである。

## 概要
- 敷地面積 165,000 m2（約5万坪）
- 建物面積 35,477 m2
- 薩摩伝承館 2,542 m2

## 屋号の由来
名誉会長（下竹原弘志）が台湾新竹航空隊時代に泊まった旅館が白水館。白と水を合わせると泉になる。泉はこんこんと湧き出てつきないから商売に適して繁栄するとの教えによる。

## 歴史
- 1947年（昭和22年） - 鹿児島白水館設立（敷地286坪、建物木造平木建125坪）客室12室、従業員7名で旅館を始める。
- 1958年（昭和33年） - 指宿市多良浜に約5400坪の敷地を入手。
- 1960年（昭和35年） - 指宿白水館設立。客室12室、従業員15名、収容人員60名。
- 1961年（昭和36年） - 有限会社に改組。
- 1962年（昭和37年） - 日本観光旅館連盟加盟、国際観光旅館連盟加盟。
- 1986年（昭和61年） - 株式会社に変更。客室210室、収容人員865名、従業員259名。
- 2008年（平成20年） - 薩摩伝承館開館。
- 2017年（平成29年）12月4・5日 - 第30期竜王戦第5局が当館にて行われ、羽生善治棋聖が渡辺明竜王に勝利し、永世七冠を達成。
- 2018年（平成30年）
  - 9月28日 - 前年の羽生善治の永世七冠を記念した記念碑が建立され、除幕される[1]。
  - 12月12・13日 - 第31期竜王戦第6局が当館にて行われ、広瀬章人八段が羽生善治竜王に勝利して3勝3敗とし、最終局に持ち込む。

## 館内設備
- 客室205室（947名収容）
  - 離宮 41室
  - 磯客殿 20室
  - 花の棟 77室
  - 薩摩客殿 67室
- 宴会場・お食事処・会議室 
  - ダイニング（ルビー・御所・源彩）
  - 宴会場（鶴丸・百合・萩・桃・水仙・山吹・藤・椿・牡丹・白波2・白波3・白波4・白波5）
  - 御食事処（薩摩屋敷・味彩・羽衣）
  - 会議室（扇・花）
- クラブ（鹿鳴館）
  - ホールなのはな
  - カラオケルーム4室（さくら・ひまわり・すみれ・たんぽぽ）
- ラウンジ(豊松）
- 喫茶（あこう）
- 2017年11月オープン。テナント「ご当地バル　麺屋二郎」（地元指宿とニューヨークを拠点としたラーメン店）。当店舗は酒・料理・ラーメンあり。
- 焼酎道場
- 大浴殿（松雲）
- 元禄風呂・露天風呂・サウナ
- ストーンエステ（岩盤浴処）
- 砂むし温泉
- ギャラリー（白水・薩摩・三彩）
- 売店
- プール（屋外）夏季営業
- 白水庭 800坪の宮廷風庭園
- 薩摩伝承館
  - リストランテフェニーチェ（薩摩伝承館１F）